# Йожеф Гелеї
Йожеф Гелеї (угор. József Gelei, нар. 28 червня 1938, Кунмадарас) — угорський футболіст, що грав на позиції воротаря. По завершенні ігрової кар'єри — тренер.
Виступав за клуби МТК (Будапешт), «Вашаш» та «Татабанья», а також національну збірну Угорщини, з якою став олімпійським чемпіоном, бронзовим призером чемпіонату Європи та чвертьфіналістом чемпіонату світу.

## Клубна кар'єра
Вихованець клубу МТК (Будапешт), у сезоні 1957/58 дебютував у першій угорській лізі, в якій провів чотири сезони, взявши участь у 38 матчах чемпіонату, в першому з яких став чемпіоном країни, хоча зіграв лише у трьох іграх.
У сезоні 1961/62 виступав за «Вашаш», з яким виборов титул чемпіона Угорщини та став володарем Кубка Мітропи.
1962 року перейшов до клубу «Татабанья», де замінив легендарного Дьюлу Грошича. Завершив професійну кар'єру футболіста виступами за команду «Татабанья» у 1967 році.

## Виступи за збірну
У складі юнацької збірної до 18 років взяв участь у домашньому юнацькому чемпіонаті Європи 1956 року, де його команда виграла свою групу і стала однією з чотирьох співпереможниць турніру, оскільки плей-оф раунд не проводився.
У 1963—1964 роках виступав за олімпійську збірну, з якою зіграв у кваліфікаційному раунді до Олімпійських ігор 1964 року, де угорці з Гелеї на воротах виграли усі 4 гри і вийшли до фінальної стадії. Там в рамках футбольного турніру на Олімпійських іграх 1964 року у Токіо Гелеї зіграв у двох матчах з Марокко та Румунією не пропустивши жодного голу, а збірна здобула того року титул олімпійського чемпіона. Того ж року у складі головної команди поїхав і на чемпіонат Європи 1964 року в Іспанії, але був дублером Анталя Сентміхаї і на поле не виходив, а його команда здобула бронзові нагороди.
5 травня 1965 року дебютував в офіційних матчах у складі національної збірної Угорщини в товариській грі з Англією (0:1). А вже наступного року поїхав з командою на чемпіонат світу 1966 року в Англії. Розпочинав турнір як резервний голкіпер, утім після декількох грубих помилок основного голкіпера угорців Анталя Сентміхаї у першому матчі світової першості, зайняв його місце у стартовому складі збірної на решту три матчі турніру і допоміг команді дійти до чвертьфіналу.
Загалом протягом кар'єри у національній команді, яка тривала 2 роки, провів у її формі 11 матчів, пропустивши 12 голів.

## Кар'єра тренера
Розпочав тренерську кар'єру невдовзі по завершенні кар'єри гравця, 1970 року, очоливши тренерський штаб клубу «Татабанья», а у 1975—1977 роках тренував клуб «Сольнок».
Вперше він виїхав за кордон у 1978 році, очоливши австралійський клуб «Сент-Джордж Будапешт», який був заснований угорськими мігрантами. Він повернувся додому в 1980 році і знову став головним тренером «Сольнока», де провів два роки.
1990 року Гелеї відправився до Азії, де спочатку став головним тренером збірної Індії, керуючи командою в тому числі на Кубку Неру, а потім у Омані тренував команди «Маскат» та «Ан-Наср» (Салала), в перерві між якими у період з 1994 по 1995 рік він очолював молодіжний підрозділ Угорської футбольної асоціації.
У 1996 році він рік був тренером угорського «Печа», а останнім місцем тренерської роботи став єгипетський клуб «Аль-Іттіхад» (Александрія), головним тренером команди якого Йожеф Гелеї був з 1997 по 1998 рік.

## Титули і досягнення

### Як гравця
- Чемпіон Угорщини (2):

МТК (Будапешт): 1957–58
«Вашаш»: 1961–62
- Володар Кубка Мітропи (1):

«Вашаш»: 1962
- Олімпійський чемпіон: 1964

### Як тренера
- Володар Кубка Мітропи (2):

«Татабанья»: 1972–73, 1973–74

## Особисте життя
Одружений, має двох синів, молодший з яких, Кароль Гелеї, також став футбольним воротарем і виступав за національну збірну Угорщини.